# Neometra conanimis
Neometra conanimis is een haarster uit de familie Calometridae.
De wetenschappelijke naam van de soort werd in 1914 gepubliceerd door Austin Hobart Clark.